# Fernanda Cassia de Oliveira
Fernanda Cassia de Oliveira (ur. w 1982) – brazylijska siatkarka. Jej obecny klub to SSK Calisia Winiary Bakalland Kalisz. Gra na pozycji przyjmującej i ma 179 cm wzrostu.